# P. J. M. Godderij
P.J.M. „Jo“ Godderij (* 4. April 1950 in Brunssum, Provinz Limburg) ist ein ehemaliger niederländischer Generalleutnant der Luftstreitkräfte (Koninklijke Luchtmacht), der zuletzt zwischen 2007 und 2010 Generaldirektor des International Military Staff (IMS) der NATO in Brüssel war.

## Leben

### Ausbildung zum Piloten und Verwendungen als Offizier und Stabsoffizier
Godderij trat nach dem Schulbesuch 1969 in die Koninklijke Luchtmacht ein und absolvierte zwischen 1970 und 1974 eine Ausbildung zum Offizier an der Königlichen Militärakademie KMA (Koninklijke Militaire Academie) in Breda, wobei er zuletzt von 1973 bis 1974 eine Ausbildung zum Piloten in Kanada erhielt. Nach seiner Rückkehr fand er zunächst Verwendung als Pilot auf dem Leichten Jagdflugzeug Northrop F-5 bei der 313. Staffel auf dem Luftwaffenstützpunkt Twente, ehe er 1976 zur 316. Staffel auf dem Militärflugplatz Gilze-Rijen versetzt wurde. Dort war er als Offizier bei der Staffel und Geschwader tätig sowie zwischenzeitlich ein Jahr lang Ausbilder bei der 313. Staffel.
Nachdem er zwischen 1983 und 1985 einen Generalstabslehrgang an der Niederländischen Verteidigungsakademie NLDA (Nederlandse Defensie Academie) besucht hatte, war er ein Jahr lang in der Materialabteilung der Königlichen Luftwaffe in Den Haag tätig und wurde 1986 Kommandeur der 315. Staffel auf dem Luftwaffenstützpunkt Twente. Nach seiner Beförderung zum Oberstleutnant im Juli 1989 wurde Godderij Mitarbeiter der Planungsabteilung im Verteidigungsministerium sowie im Anschluss 1990 Referatsleiter für Operation und Ausbildung in der Operationsabteilung des Stabes der Königlichen Luftwaffe. Seit diesem Zeitpunkt war er auf Stabsebene an den Vorbereitungen und Ausführungen aller Friedensmissionen der Luftwaffe beteiligt.
Am 1. Mai 1991 wurde Godderij zum Oberst befördert und fungierte als solcher bis April 1994 als Chef der Luftoperationen. Danach erfolgte am 7. April 1994 seiner Ernennung zum Kommandeur des Luftwaffenstützpunktes Twente und war in dieser Zeit auch Vertreter der Königlichen Luftwaffe im Hauptquartier der 5. Alliierten Taktischen Luftstreitkräfte (5th Allied Tactical Air Force) in Vicenza. Dabei befasste er sich insbesondere mit dem Einsatz der in Twente stationierten 315. Staffel während der Operation Deny Flight, einer militärischen Operation der NATO während und nach dem Bosnienkrieg, die die Durchsetzung der Flugverbotszone über Bosnien-Herzegowina sowie den Schutz der Friedenstruppen der Vereinten Nationen zum Ziel hatte.

### Aufstieg zum Generalleutnant und Generaldirektor des IMS der NATO
Am 3. August 1995 erfolgte seine Beförderung zum Brigadegeneral sowie damit verbunden auch seine Ernennung zum stellvertretenden Chef des Stabes der Königlichen Luftwaffe für integrierte Planungen und Militärpolitik. Anschließend wurde er am 21. Februar 1997 zum Generalmajor befördert und zum stellvertretenden Befehlshaber des Kombinierten Interimsluftoperationszentrums ICAOC 2 (Interim Combined Air Operations Centre) in Kalkar ernannt. In dieser Zeit befasste er sich auch mit verteidigungspolitischen Themen wie der Luftverteidigungsdoktrin der Niederlande. Danach wurde er am 2. August 1999 zum stellvertretenden Oberbefehlshaber der Königlichen Luftwaffe ernannt.
Ende März 2001 erfolgte die Ernennung von Godderij zum stellvertretenden Chef des Verteidigungsstabes der Streitkräfte (Nederlandse Krijgsmacht) unter gleichzeitiger Beförderung zum Generalleutnant. In dieser Funktion erklärte er 2002, dass die niederländische Regierung und private Unternehmen sich mit 800 Millionen US-Dollar am Joint-Advanced-Strike-Technology-Programm beteiligen werden und großes Vertrauen in dieses Programm hätten.
Am 24. September 2004 wurde er Ständiger Militärischer Vertreter der Niederlande im NATO-Militärausschuss sowie im Militärausschuss der Europäischen Union in Brüssel und bekleidete diese Funktionen bis Mitte Juni 2007.

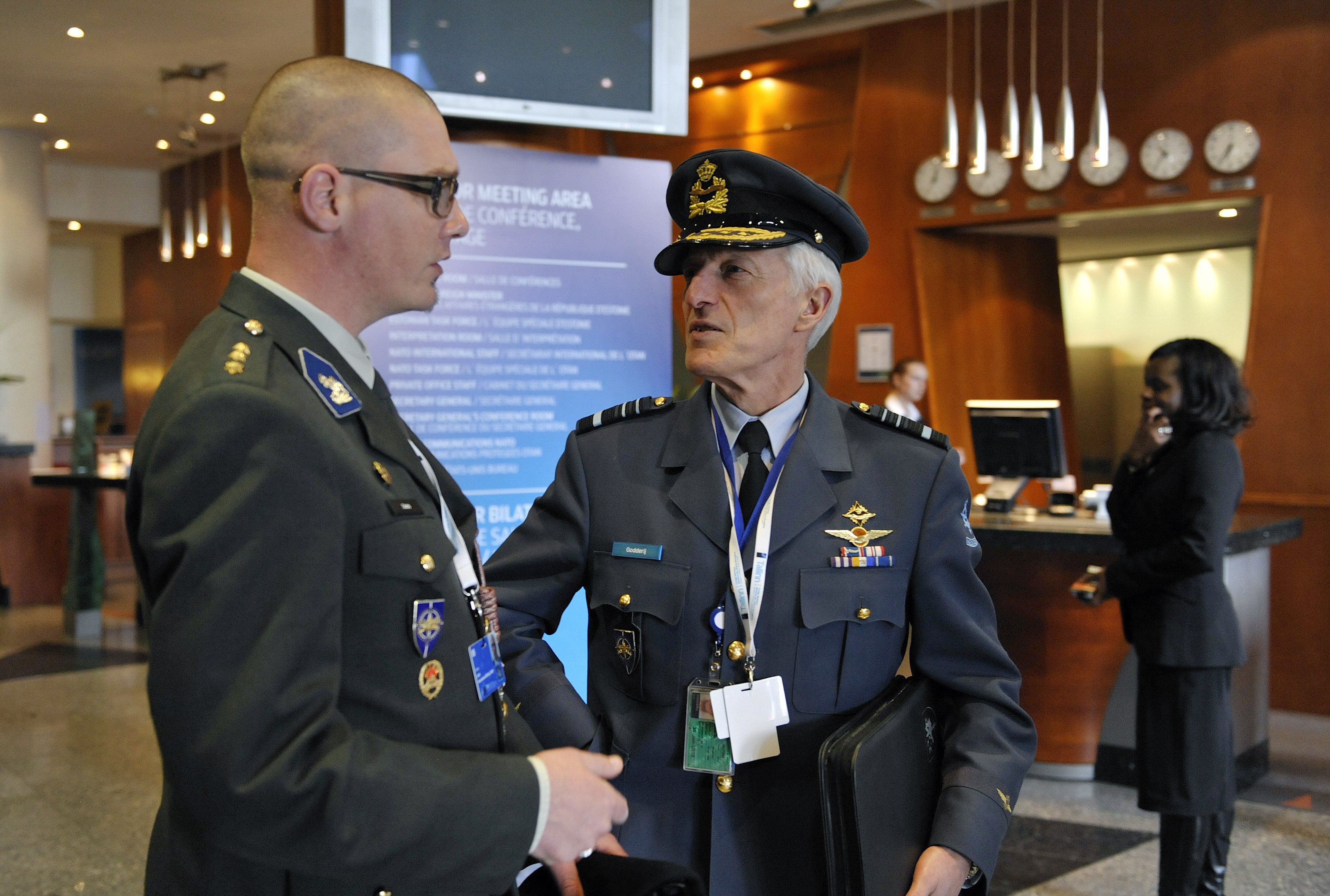
Godderij (rechts) am NATO-Treffen in Tallinn (2010)

Am 22. Juni 2007 wurde Generalleutnant Godderij schließlich Generaldirektor des International Military Staff (IMS) der NATO in Brüssel und verblieb auf diesem Posten bis zu seiner Ablösung durch Generalleutnant Jürgen Bornemann im Juli 2010.
Während seiner militärischen Laufbahn kam er auf über 3000 Flugstunden, überwiegend auf Kampfflugzeugen sowie mehr als 700 Flugstunden auf dem Mehrzweckkampfflugzeug General Dynamics F-16 „Fighting Falcon“.
Nach seinem Ausscheiden aus dem aktiven militärischen Dienst nach 41 Dienstjahren im Juli 2010 wurde Mitarbeiter bei dem börsennotierten französischen IT-Dienstleister Atos SE und ist dort Vizepräsident für Regierungsangelegenheiten in Europa und Afrika. Daneben ist er Mitglied des Aufsichtsrates eines Versicherers sowie der Nederlands Military Tattoo Foundation.
Godderij ist verheiratet mit Conny Godderij-Gommans. Aus dieser Ehe gingen die beiden Töchter Chantal und Monique sowie der Sohn Dennis hervor.